# Taeter Tours
Die Taeter Tours GmbH ist ein deutschlandweit agierendes Busunternehmen aus Dresden. Es zählt zu den größten privaten Omnibusunternehmen Sachsens und führt neben dem überwiegenden Reiseverkehr als Subunternehmen auch Linienverkehr im Raum Dresden durch.

## Geschichte

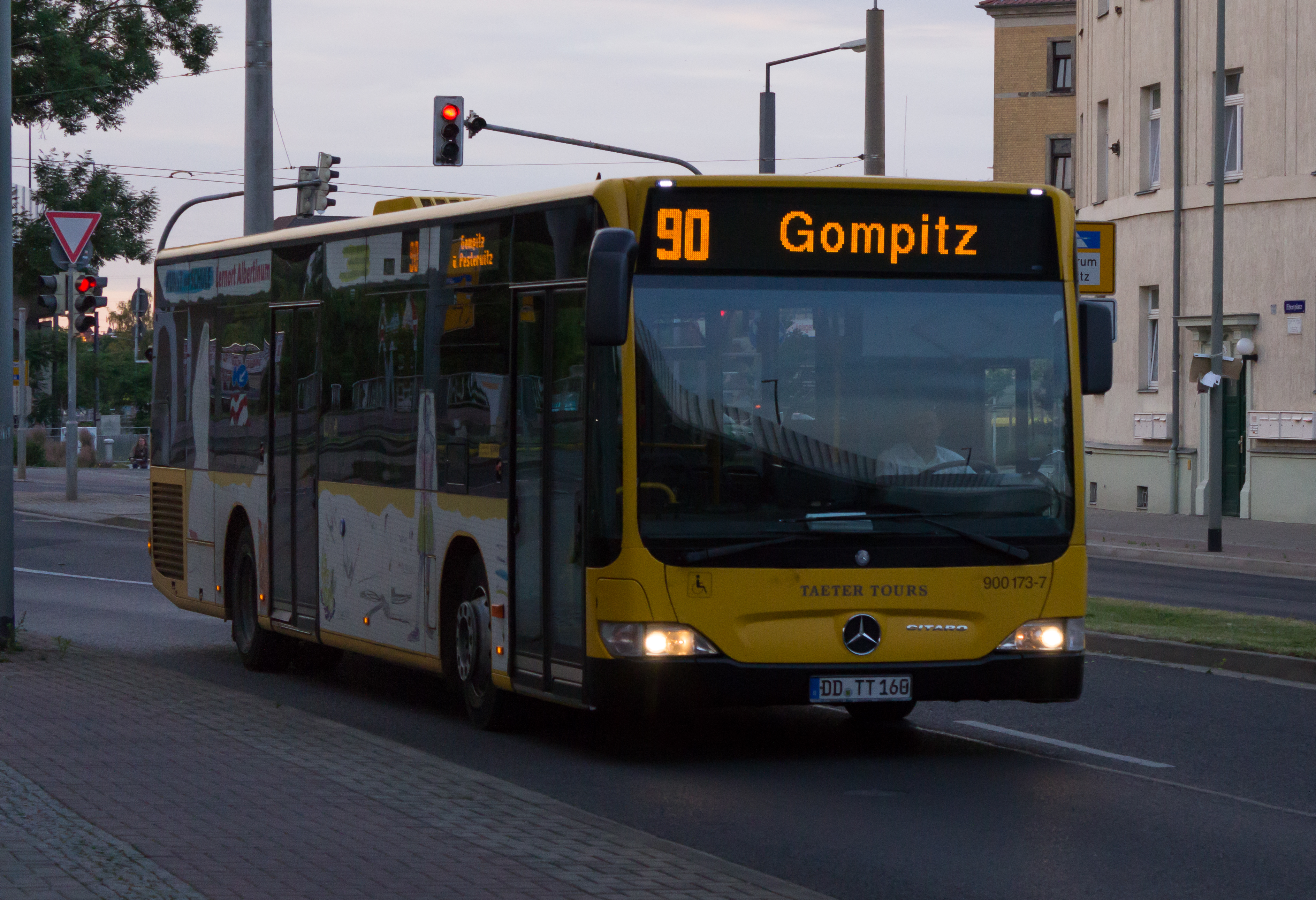
Bus von Taeter Tours (in DVB-Farbgebung) abends auf einer weniger stark frequentierten Linie im Dresdner Südwesten

Nach dem Fall der Berliner Mauer und der Öffnung der innerdeutschen Grenze kam es zu Kontakten zwischen Taeter Aachen, das Busreisen aus dem westdeutschen Raum in die DDR anbot, und dem VEB Verkehrsbetriebe der Stadt Dresden, der Busreisen in die Bundesrepublik durchführte. Noch vor der Deutschen Wiedervereinigung gründeten die beiden Unternehmen am 1. September 1990 die Taeter Tours GmbH. Durch den Verkauf von Taeter Aachen an das damalige Veolia-Tochterunternehmen Connex, das 2006 bis 2015 als Veolia Verkehr und seitdem als Transdev GmbH firmiert, gehört Taeters 51-prozentige Mehrheitsbeteiligung an Taeter Tours seitdem zur Transdev-Gruppe.

Historisches Logo der Taeter Tours von 2015

Als Subunternehmen der Dresdner Verkehrsbetriebe (DVB) werden Stadtbusse von Taeter Tours im Linienbetrieb in Dresden eingesetzt. Die Fahrer werden dabei nicht nach dem DVB-Tarif bezahlt, zum Teil gab es Fälle von Scheinselbständigkeit. Durch die betriebliche Trennung war es allerdings auch möglich, dass Taeter Tours neben den privaten Busbetreibern Satra Eberhardt, Müller Busreisen, Reisedienst Brückner und den Verkehrsgesellschaften des Dresdner Umlands (RVD, OVPS, VGM) bei der ganztägigen Bestreikung der Dresdner Verkehrsbetriebe am 25. Februar 2013 einen Teil des innerstädtischen Linienverkehrs aufrechterhalten konnte.
Seit August 2012 ist das Unternehmen offizieller Partner der SG Dynamo Dresden und befördert die Mannschaft zu den Spielen. Bereits seit 1999 ist Taeter Tours Sponsor des Dresdner SC, dessen Bundesliga-Volleyballerinnen mit Reisebussen zu Auswärtsspielen gefahren werden.